# Giorgio Bidone
Giovanni Giorgio Bidone (1781-1839) va ser un físic i matemàtic italià que es va especialitzar en enginyeria hidràulica.
Va fer els seus estudis secundaris al col·legi dels oratorians de Torí amb la intenció de esdevenir sacerdot, però l'annexió francesa del Piemont el 1796 el va obligar a deixar els seus estudis i dedicar-se a la ciència. El 1803 es graduà en matemàtiques i enginyeria hidràulica i el 1805 en arquitectura a la universitat de Torí.
El 1811 va ser nomenat professor i el 1815 catedràtic de hidràulica de la universitat i, contemporàniament, va ser director del Stabilimento della Parella, el primer laboratori hidràulics d'Europa fundat el 1763 per Francesco Domenico Michelotti, i on fa recerques sobre els fluxes de l'aigua. Els seus experiments li van servir per estudiar la propagació de les onades, la velocitat del flux en els orificis i altres fenòmens com la inversió.
Els seus treballs més notables van ser publicats entre 1820 i 1826 i versen sobre els salts hidràulics.
El 1824 passa a ser catedràtic de geometria descriptiva a la universitat de Torí. Bidone va ser membre de la Società Italiana delle Scienze detta dei XL i d'altres acadèmies científiques de l'actual Itàlia.

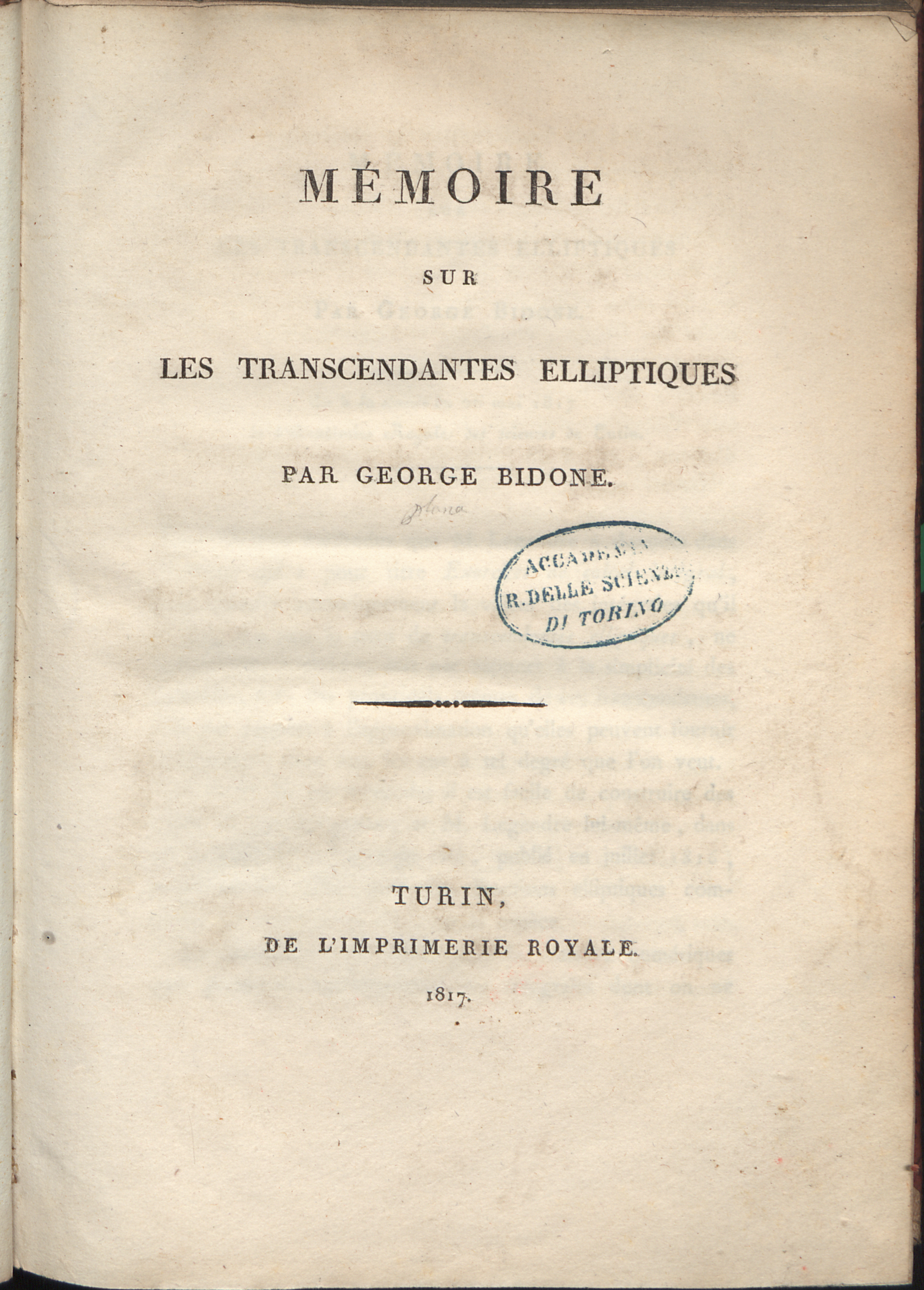
Mémoire sur les transcendantes elliptiques, 1817
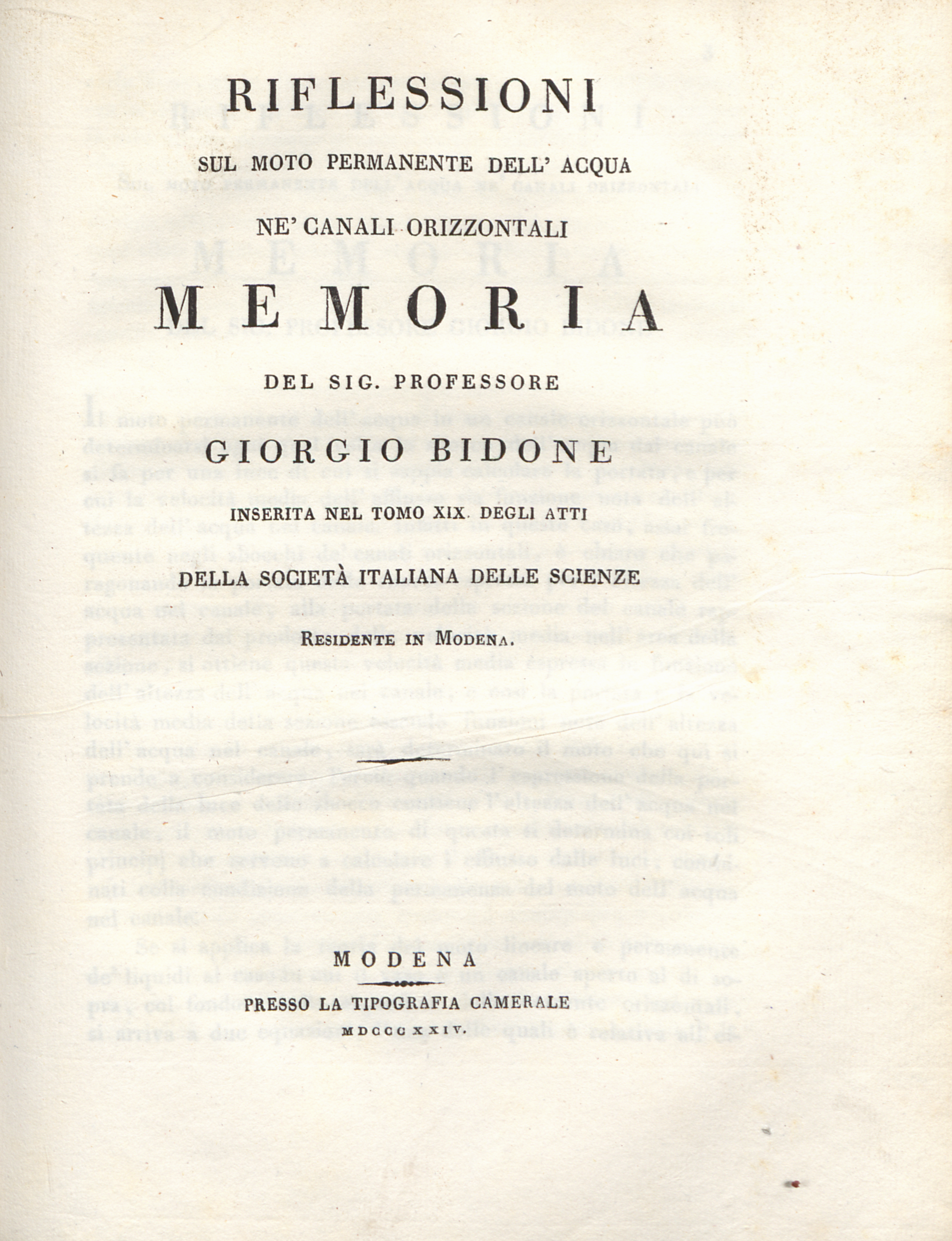
Riflessioni sul moto permanente dell'acqua, 1824
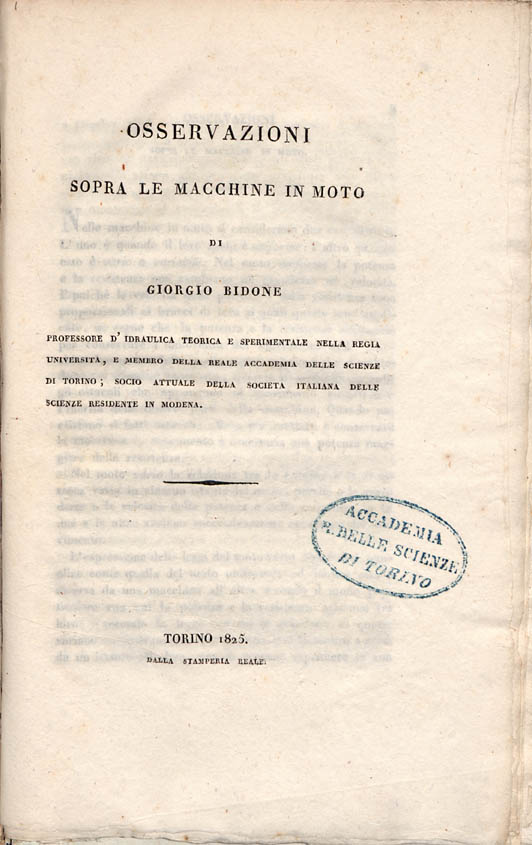
Osservazioni sopra le macchine in moto, 1825
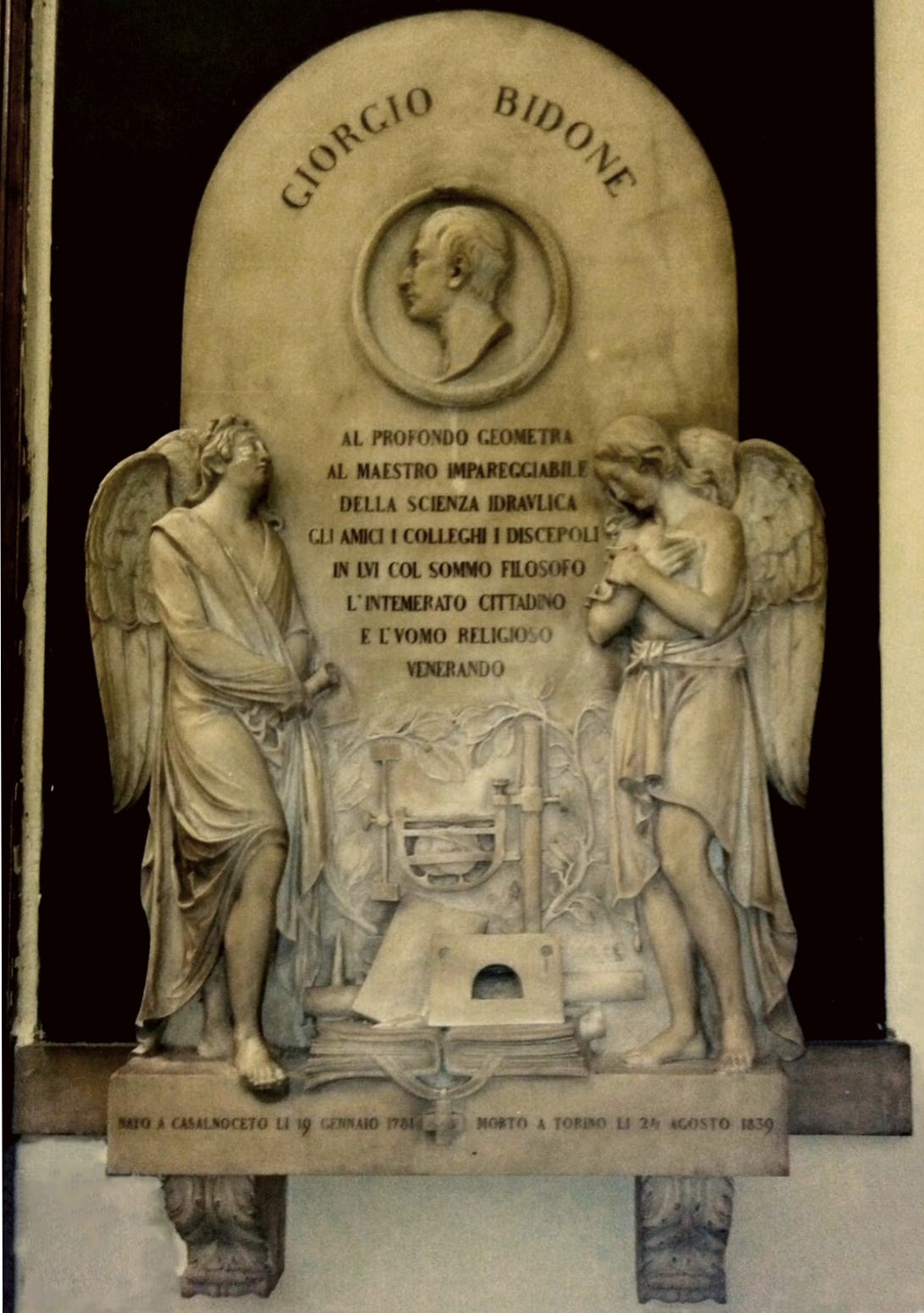
Cenotafi de Bidone a l'església de Sant Francesc de Paula de Torí